# Pibor (Soudan du Sud)
Pour les articles homonymes, voir Pibor.
Pibor est une ville du Soudan du Sud, dans la zone administrative de Pibor (en).